# علم نفس الشخصية
علم نفس الشخصية، هو فرع من فروع علم النفس التي تدرس مفهوم الشخصية وتنوعها. يُعتبر هذا الفرع بمثابة دراسة عملية رامية إلى إظهار الاختلافات الفردية الناجمة عن تباين القوى النفسية بين الأشخاص. تشتمل مجالات اهتمام علم نفس الشخصية على ما يلي:
- تكوين صورة مترابطة حول الفرد وعملياته النفسية الرئيسية.
- دراسة الفروق النفسية الفردية.
- دراسة الطبيعة البشرية وأوجه التشابه النفسية بين الأفراد.

تُعتبر «الشخصية» بمثابة مجموعة ديناميكية منظمة من الخصائص التي يمتلكها الفرد، والتي تؤثر بشكل فريد على كل من بيئتهِ وإدراكه وعواطفه ودوافعه وسلوكياته في سياق مواقف مختلفة. تُشتق كلمة الشخصية من الكلمة اللاتينية بيرسونا والتي تعني «القناع».
قد يشير مفهوم الشخصية أيضًا إلى نمط الأفكار والمشاعر والتكيفات الاجتماعية والسلوكيات التي تظهر باستمرار، والتي تؤثر على توقعات الفرد ومفاهيمه الذاتية وقيمه ومواقفه إلى حد كبير. تتنبأ الشخصية بردود الأفعال البشرية تجاه الأشخاص الآخرين، والمشاكل، والتوتر. تحدث جوردون أولبورت (1937) عن نهجين رئيسيين لدراسة الشخصية: التعددي والتفردي. يلتمس علم النفس التعددي القوانين العامة القابلة للتطبيق على العديد من الأشخاص المختلفين مثل مبدأ تحقيق الذات أو سمة الانبساط، بينما يُعتبر علم النفس التفردي بمثابة محاولة لفهم الجوانب الفريدة لفرد معين.
لطالما تأصلت دراسة الشخصية بتقاليدها النظرية الوفيرة في مجال علم النفس. تشتمل النظريات الأساسية على المنظور النزوعي (السمة)، والمنظور الديناميكي النفسي، والمنظور الإنساني، والمنظور البيولوجي، والمنظور السلوكي، والمنظور التطوري، والمنظور الاجتماعي. لا يقرن العديد من الباحثين وعلماء النفس أنفسهم بمنظور معين علانيةً، بل يتخذون نهجًا انتقائيًا. يوصف البحث في هذا المجال بأنه مسيّر تجريبيًا -مثل النماذج البعدية المبنية على إحصائيات متعددة المتغيرات كتحليل العوامل مثلًا- أو متمحورًا حول تطوير النظرية مثل نظرية الديناميكا النفسية. علاوةً على ذلك، هناك تركيز كبير على المجال التطبيقي المتعلق باختبار الشخصية. تُستعرض دراسة طبيعة الشخصية وتطورها النفسي في مجال التعليم والتدريب النفسي باعتبارها شرطًا أساسيًا للدورات في علم النفس اللاقياسي أو علم النفس السريري.

## الافتراضات الفلسفية
تعود جذور العديد من الأفكار التي ابتدعها منظرو الشخصية قديمًا وحديثًا إلى الافتراضات الفلسفية الأساسية التي يؤمنون بها. لا تُعتبر دراسة الشخصية بمثابة تخصص تجريبي بحت، وذلك لأنها تتطلب عناصرًا فنيةً وعلميةً وفلسفيةً لاستخلاص استنتاجات عامة. تُعد الفئات الخمس التالية بعض من أهم الافتراضات الفلسفية التي يختلف عليها المنظرون:
- الحرية مقابل الحتمية ، وهي مسألة اعتبار البشر قادرين على التحكم في سلوكياتهم وفهم دوافعهم الكامنة أو اعتبار سلوكياتهم هذه مُحددة سببيًا بواسطة قوى خارجة عن إرادتهم. تصنف النظريات السلوك على أنه غير واع ومقترن بالبيئة، أو بأنه بيولوجي. [4]
- الوراثة (الطبيعة) مقابل البيئة (التنشئة) – تُعرّف الشخصية إما عن طريق علم الوراثة وعلم الأحياء، أو من خلال البيئة والتجارب. تشير الأبحاث المعاصرة إلى استناد معظم سمات الشخصية إلى تأثير مشترك بين علم الوراثة من جهة والبيئة من جهة أخرى. يُعتبر سي. روبرت كلونينغر واحدًا من رواد هذا المجال، فهو الذي وضع نموذج المزاج والشخصية.[4]
- التفرد مقابل الكلية – وهي مسألة تتناول مدى خصوصية كل إنسان (التفرد) أو تشابهه (الكلية). يُعتبر كل من جوردون أولبورت وأبراهام ماسلو وكارل روجرز من دعاة تفرد الأشخاص. وفي المقابل، يؤكد علماء السلوك والمنظرون المعرفيون على أهمية المبادئ الكلية مثل التعزيز والكفاءة الذاتية. [4]
- الفاعلية مقابل التفاعلية – تتناول هذه المسألة ما إذا البشر مدفوعين بمبادرة فردية أساسًا (فاعلية) أو مدفوعين بمحفزات خارجية. يعتقد المنظرون السلوكيون التقليديون عادةً أنه لا دور للبشر في عملية صقل البيئة لهم، بينما يؤمن المنظرون الإنسانيون والمعرفيون أن للبشر دور فاعل في هذه العملية. يتفق معظم المنظرون المعاصرون على أهمية كلا وجهتي النظر، إذ تحدد السمات السلوك الكلي، بينما تُعتبر العوامل الظرفية بمثابة المؤشر الأساسي للسلوك على المدى القصير. [5][6][7]
- التفاؤل مقابل التشاؤم – تختلف نظريات الشخصية فيما بينها من حيث اعتبار البشر جزء لا يتجزأ من التغييرات التي تطرأ على شخصياتهم. غالبًا ما تكون النظريات ذات التوجه التعليمي أكثر تفاؤلًا من غيرها. [4]

## تقسيمات الشخصية أو مجالاتها
- الجانب الوجداني: وهو كل ما يتعلق بالقيم والأخلاق والعاطفة والسلوك أي لا يتدخل العقل به.
- الجانب العقلي المعرفي: يهتم بتجميع المعارف والخبرات.
- الجانب الحركي: يضع من اهتماماته الجسم والذات البشرية ككل.

إلا أن هناك من يقول بأن الشخصية لا يمكن تفكيكها فهي كل شامل.
الشخصية الخطرة تكون مخفية
الشخصية تتكون من البيئة المحيطة بالشخص إما أن تكون شخصية سوية أو لا والعوامل التي تساعد في تكوين الشخصية هي الناس المحيطة بتلك الشخصية من الأفضل.

## الشخصية
فهي مجموعة من الصفات الجسدية والنفسية (موروثة ومكتسبة) والعادات والتقاليد والقيم والعواطف متفاعلة كما يراها الآخرون من خلال التعامل في الحياة الاجتماعية.
من أهم المُلاحَظات في الشخصيّة هي أنّها واضِحة وظاهِرة منذ سنين الرضاعة، فكل رضيع له مزاجه وطبعه الفريدان. ولكن الشخصيّة تتطوّر مع تقدّم الإنسان في السنّ ومع معاشرة الناس.

## مكونات شخصية الإنسان
تتكون شخصية الإنسان من مزيج من:
الدوافع – العادات – الميول – العقل – العواطف – الآراء والعقائد والأفكار – الاستعدادات – القدرات – المشاعر والأحاسيس – السمات
كل هذه المكونات أو أغلبها تمتزج لتكون شخصية الإنسان الطبيعية.
يُعتَقد أيضاً أن الشخصيّة تتكوّن من خمس عوامل أساسيّة رائدة في وصف النفسيّة.